# Sundasciurus brookei
Sundasciurus brookei är en däggdjursart som först beskrevs av Thomas 1892.  Sundasciurus brookei ingår i släktet sundaekorrar, och familjen ekorrar. IUCN kategoriserar arten globalt som livskraftig. Inga underarter finns listade i Catalogue of Life.

## Beskrivning
Sundasciurus brookei är en sundaekorre med kort och avrundad nos. Pälsen på ovansidan är brunspräcklig, på undersidan ljusgrå med ett klart kastanjefärgat fält mellan låren. Kroppslängden är 14 till 20,5 cm, ej inräknat den 11 till 17 cm långa svansen. Vikten varierar mellan 103 och 128 g.

## Utbredning
Arten förekommer på norra och centrala Borneo, men den är inte särskilt vanlig.

## Ekologi
Arten förekommer i högväxta skogar i kuperade områden och lägre bergsområden på höjder mellan 600 och 1 500 meter. Den är dagaktiv och uppehåller sig främst i träden, där den framför allt livnär sig av bark.